# نانسي كونتريراس
نانسي كونتريراس (بالإسبانية: Nancy Contreras) هي درّاجة مكسيكية. شاركت في دورة الألعاب الأولمبية الصيفية.

## الميداليات
| الميدالية | المسابقة                               |
| --------- | -------------------------------------- |
| ذهبية     | بطولة العالم للدراجات على المضمار 2001 |
| فضية      | بطولة العالم للدراجات على المضمار 2002 |
| فضية      | بطولة العالم للدراجات على المضمار 2003 |
| برونزية   | بطولة العالم للدراجات على المضمار 2003 |
| ذهبية     | دورة الألعاب الأمريكية 2003            |
| فضية      | دورة الألعاب الأمريكية 1999            |
| برونزية   | دورة الألعاب الأمريكية 1995            |
| برونزية   | دورة الألعاب الأمريكية 2011            |

## روابط خارجية
- نانسي كونتريراس على موقع أرشيف الدراجات (الإنجليزية)
- نانسي كونتريراس على موقع إحصائيات الدراجات الإحترافية (الإنجليزية)
- نانسي كونتريراس على موقع أوليمبيديا (الإنجليزية)